# Ray J
William Ray Norwood Jr. (Mississippi, 17 de janeiro de 1981)conhecido pelo seu nome artístico Ray J é um cantor, compositor, produtor musical. Nascido em McComb, Mississippi e cresceu em Carson, na Califórnia, ele é irmão da cantora e atriz Brandy Norwood.

## Biografia e carreira

### Inicio da vida
William Ray Norwood Jr. nasceu em McComb, Mississippi. Filho de Willie Norwood e Sonja Bates-Norwood. Sua irmã mais velha Brandy Norwood é uma cantora e atriz norte-americana, ele é primo de segundo grau de Snoop Dogg. No início de sua vida, ele se mudou com sua família de McComb, Mississippi para Carson, Califórnia, e em 1989 começou a aparecer em comerciais de televisão para empresas diferentes. Em 1989, aos oito anos de idade, começou a fazer audições para Norwood e aparecendo em comerciais de televisão. Este período na vida de Norwood iria moldar sua carreira, dando-lhe um papel na série da UPN, Moesha como Dorian "D-Money".
No início de sua carreira, Ray J foi conhecido por usar uma faixa na cabeça.

### 1997-2006:Everything You Want,This Ain't a GameeRaydiation
Ele assinou contrato com a Elektra Records em 1995 e começou a gravar seu primeiro álbum, Everything You Want no mesmo ano. "Let It Go" apareceu na trilha sonora de Set It Off. O disco atingiu o número #25 na Billboard 200 dos Estados Unidos e o número #11 na Nova Zelândia. O segundo single chegou ao número #54 na parada Hot R&B/Hip-Hop Songs da Billboard. Em 1997, ele produziu, unindo a música para vários comerciais e algumas das demos para o seu segundo álbum.
Ray J gravou "Another Day in Paradise" com sua irmã Brandy Norwood, que foi um sucesso chegando ao top 10 em mais de 10 países, incluindo Áustria, Reino Unido, Alemanha, Suécia, Suíça, Bélgica, Noruega, Irlanda, Países Baixos e número #11 na Austrália e na França. Norwood também trabalhou com The Neptunes, Rodney Jerkins e Lil' Kim, e vários outros produtores e cantores para o seu segundo álbum de estúdio This Ain't a Game. O álbum foi lançado em 2001. O primeiro single "Wait A Minute" alcançou a posição #30 na Billboard Hot 100 e número #8 na Hot R&B/Hip-Hop Songs.
Depois de uma pausa de dois anos, Norwood voltou aos estúdios de gravação, adicionando os toques finais em seu terceiro álbum de estúdio Raydiation com a ajuda de produtores como Rodney Jerkins, Timbaland, R. Kelly, e Rob Egerton. O álbum foi finalmente lançado em 27 de setembro de 2005, na América do Norte depois de vários atrasos, estreando em número de #48 na Billboard 200, vendendo 18.321 cópias em sua primeira semana. O "One Wish" foi um sucesso top 20 nos Estados Unidos, Reino Unido, Irlanda e Nova Zelândia. Raydiation vendeu mais de 400.000 cópias no país.
Em 2005, Norwood se juntou ao elenco da série da UPN, One on One, onde ele interpretou o personagem de D-Mack no final da temporada. Em ambos os shows, o personagem de Ray estava relacionado com Brandy de (primo/meio-irmão em Moesha, e irmão em One on One).

### 2007-2011:All I Feel, eA Family Business
A Knockout Entertainment anunciou um acordo álbum multimilionário com Koch Records e "Deja 34" empresa de entretenimento de Shaquille O'Neal. O primeiro álbum para este negócio é o quarto álbum de Ray J All I Feel, que apresenta o jogo e Yung Berg entre outros. Foi lançado em 1 de abril de 2008. O primeiro single do álbum é "Sexy Can I", com o rapper Yung Berg alcançou a posição número #3 na Billboard Hot 100 por seis semanas. Um vídeo para a faixa, dirigido por R. Malcolm Jones, foi filmado em dezembro de 2007.
Em 2010, Norwood e sua irmã Brandy Norwood estreou no VH1 o reality Brandy e Ray J: A Family Business, juntamente com seus pais. O espetáculo estreou em abril de 2010 e narrou os acontecimentos nos bastidores dos dois irmãos, tendo um papel mais importante na gestão da sua família e da empresa de produção.

## Vida Pessoal
De 2002 a 2007 foi namorado da socialite Kim Kardashian. Em fevereiro de 2007, um vídeo caseiro pornográfico que ele fez com a ex-namorada em 2003, foi lançado públicamente, onde Ray J também revelou publicamente intimidades da vida sexual do casal. Kim terminou o namoro, e o processou por danos morais. Até os dias atuais esse vídeo repercute na internet, e Kim ainda não conseguiu tirá-lo do ar.  Kardashian também processou a Vivid Entertainment por eles estarem sob posse do filme.
De 2010 a 2012 foi namorado da cantora Whitney Houston, um relacionamento conturbado, envolvendo drogas, agressões e traições, com muitas voltas e términos, que foi bastante noticiado pela mídia. 
De 2016 a 2020 foi casado com a designer de moda Princess Love, com quem namorava desde 2015. O casal teve dois filhos: Melody Love Norwood, nascida em 2018, e Epik Ray Norwood, nascido em 2019. O casal divorciou-se devido as constantes agressões e traições de Ray J. Solteiro desde então, é visto eventualmente pela mídia acompanhado de mulheres anônimas e famosas, mas não assumiu nenhum relacionamento sério. 

### 2012-presente:Raydiation 2
Ray J está atualmente trabalhando em seu próximo álbum solo, Raydiation 2. O primeiro single "I Hit It First" foi lançado em 6 de abril de 2013. "I Hit It First" causou polêmica por falar sobre Kim Kardashian e Kanye West. A música, desde então, estreou em #51 na Billboard Hot 100.

## Discografia
Álbuns de estúdio
- Everything You Want (1997)
- This Ain't a Game (2001)
- Raydiation (2005)
- All I Feel (2008)
- Raydiation 2 (2013)

Trilha Sonoras
- For the Love of Ray J (2009)

## Filmografia
| - The Enemy Within (1994) - Once Upon a Time...When We Were Colored (1996) - Mars Attacks! (1996) - Steel (1997) - Christmas at Water's Edge (2003) - Kim Kardashian Superstar (2007) - Envy (2008) - A Day in the Life (2009) | - Black Sash - BET Countdown - All That - Wild N Out - Television Ads (1989–1993) - The Sinbad Show (1993–1994) - Moesha (1999–2001) - One on One (2005–2006) - Kim Kardashian (2007) - For the Love of Ray J (2009–2010) - Brandy and Ray J: A Family Business (2010–2011) - The Rickey Smiley Show (2012–atualmente) - Bad Girls All-Star Battle (2013-atualmente) |